# Umbria Studios
Gli Umbria Studios, un tempo chiamati Spitfire sono un complesso di teatri di posa situati lungo la Strada statale 209 Valnerina nella periferia sud-est di Terni, sulla sponda sud del fiume Nera e vicino alla cascata delle Marmore.
Di proprietà di Cinecittà Luce S.p.A. dal 1997 e in gestione dal 2005 a Cinecittà Studios S.p.A., sono stati voluti da Roberto Benigni e Nicoletta Braschi, che hanno trasformato un vecchio complesso di fabbriche di carburo di calcio e calciocianamide in uno studio cinematografico.
Gli Umbria Studios si concentrano in circa 90 ettari nella Valnerina ternana e sono formati da 3 studi.
Il teatro 1 e il teatro 2 si espandono su una superficie complessiva di 2.300 m². Il teatro 3, è occupato per la metà da una piscina di 30 × 21 metri, equipaggiata con macchina per creare le onde e oblò per le riprese subacquee, dispone di blue screen e green screen per Effetti speciali digitali.

## Produzioni

### Film
- La vita è bella (Roberto Benigni)
- Pinocchio (Roberto Benigni)
- La tigre e la neve (Roberto Benigni)
- La terza madre (Dario Argento)
- Tic Toc (Davide Scovazzo)

### Telefilm e serie TV
- Orgoglio - Capitolo secondo (Giorgio Serafini, Vittorio De Sisti)

### Reality show
- The Mole (La Talpa in versione belga)

### Spettacoli
- Tutto Dante: Divina Commedia, XXXIII canto del Paradiso (Roberto Benigni)
- Tutto Dante: Divina Commedia, V canto dell'Inferno (Roberto Benigni)